# Fable (serie)
Fable es una serie de videojuegos de acción y rol para las plataformas Xbox, Microsoft Windows, macOS, Xbox 360 y Xbox One. La serie fue desarrollada por Lionhead Studios hasta que el estudio cerró en 2016 y es publicada por Xbox Game Studios.

## Ajuste
La serie Fable tiene lugar en la nación ficticia de Albion, un estado que, en el momento del primer juego, se compone de numerosas ciudades-estado autónomas con vastas áreas de campo o desierto en el medio. El escenario originalmente se asemeja a la Europa medieval. El período de tiempo avanza con cada juego; en Fable II, Albion ha avanzado a una era similar a la Ilustración, y por Fable III la nación se unificó bajo una monarquía y está atravesando una "Industrialización" similar a la del mundo real 18-19- Revolución Industrial del siglo XXI.
En la primera Fable, los jugadores asumen el papel de un niño huérfano que se ve obligado a una vida de heroísmo cuando los bandidos atacan su aldea, matan a sus padres y secuestran a su hermana. Las decisiones que toman los jugadores en el juego afectan la percepción y reacción de los personajes de Albion hacia su héroe y cambian la apariencia del héroe para reflejar las buenas o malas acciones que ha realizado. Además de emprender misiones para saber qué sucedió con la familia del héroe, los jugadores pueden participar en misiones y actividades opcionales como el comercio, el romance y la vida matrimonial, juegos de pub, boxeo, exploración y robo. Aun así, las misiones establecidas son el motor del desarrollo de la historia.
Fable II tiene lugar 500 años después de los eventos del primer juego. El mundo se parece a Europa entre finales del siglo XVII y principios del siglo XVIII, la época de los bandoleros y la Ilustración. La ciencia y las ideas más modernas han suprimido la religión y la magia de la antigua Albion. Sus pueblos se han convertido en ciudades, el armamento se está aprovechando lentamente de la pólvora y la vida social, familiar y económica presenta más posibilidades, así como desafíos. La secuela básicamente expande la mayor parte o todas las partes de la experiencia de juego del juego anterior, sin cambiar los modos elementales de juego. El continente de Albion es más grande como mundo de juego, pero contiene menos ubicaciones, y las ubicaciones que quedan están más desarrolladas y detalladas. A diferencia de Fable, la resolución de misiones establecidas no es la base de la historia; más bien, la historia se desarrolla a partir de la situación del jugador en el tiempo y el lugar. Esto le da al juego una sensación de más interactividad que el primer título de la serie.
En Fable III el escenario es 50 años después del de Fable II. El desarrollo histórico está más avanzado desde la última versión: Albion está experimentando una revolución industrial y la sociedad se parece a la de principios del siglo XIX. En todas las versiones, el desarrollo moral (de forma negativa o positiva) es el núcleo del juego. Este desarrollo moral se amplía para incluir lo personal o psicológico y tiene un aspecto más político, ya que el objetivo del juego es derrocar al opresivo rey de Albion, así como defender el continente de los ataques del exterior.

## Jugabilidad
Como videojuegos de rol, la serie Fable construye el desarrollo de un protagonista controlado por el jugador, y el desarrollo está relacionado con la interacción del mismo personaje con el mundo del juego. Una parte importante de esta interacción es para la serie Fable relacionada con la interacción con las personas, ya sea conversación, narración de historias, educación, comercio, juegos, cortejos y relaciones o peleas.
El jugador es capaz de desarrollar al protagonista siguiendo varios parámetros, como magia, fuerza y habilidades sociales. El jugador también puede dirigir la calidad moral del protagonista, de modo que las habilidades se desarrollen en igualdad de condiciones tanto en el campo negativo como en el positivo.
Además de esta base de la jugabilidad, algunas de las versiones se centran en misiones ambientadas que, juntas, dan al protagonista la oportunidad de desarrollarse, además de desvelar hebras de la historia del juego.
Fable II y Fable III incluyen un juego cooperativo, donde dos jugadores con su propio personaje pueden unir fuerzas en sus diferentes tareas.

## Videojuegos
| Videojuego               | GameRankings    | Metacritic                |
| ------------------------ | --------------- | ------------------------- |
| Fable                    | Sin información | 85/100 (XBOX)             |
| Fable: The Lost Chapters | Sin información | 83/100 (PC)               |
| Fable II                 | Sin información | 89/100 (X360)             |
| Fable II Pub Games       | Sin información | 53/100 (X360)             |
| Fable III                | Sin información | 80/100 (X360) 75/100 (PC) |
| Fable Coin Golf          | Sin información | Sin información           |
| Fable Heroes             | Sin información | 68/100 (X360)             |
| Fable: The Journey       | Sin información | 61/100 (X360)             |
| Fable Anniversary        | Sin información | 68/100 (X360)             |
| Fable Fortune            | Sin información | 63/100 (PC) 70/100 (XONE) |

El primer juego, Fable, fue lanzado para Xbox el 14 de septiembre de 2004. Una versión extendida, Fable: The Lost Chapters, fue lanzada para Windows y Xbox en septiembre de 2005; Feral Interactive portó el juego a la plataforma Mac el 31 de marzo de 2008. El 4 de febrero de 2014, Lionhead Studios lanzó una nueva versión de Xbox 360 del juego original llamado Fable Anniversary.
La primera secuela de la serie, Fable II, se lanzó para Xbox 360 el 24 de octubre de 2008. También incluía un juego vinculado llamado Fable II Pub Games que se lanzó en XBLA, y un juego flash interactivo en línea llamado Fable: A Hero's Tale que permitió a los jugadores abrir un cofre secreto en el juego principal.
Un tercer juego, Fable III, fue lanzado para Xbox 360 el 29 de octubre de 2010, y un lanzamiento de Microsoft Windows el 17 de marzo de 2011. Este juego también incluía un juego de teléfono relacionado llamado Fable Coin Golf.
El 2 de mayo de 2012, Fable Heroes, fue lanzado para Xbox Live Arcade.
Fable: The Journey, un derivado de la serie, se lanzó en Norteamérica el 9 de octubre de 2012 y en Europa el 12 de octubre de 2012. Este juego utilizó el accesorio Kinect para Xbox 360.
Fable Trilogy, una compilación para Xbox 360 que incluye Fable Anniversary, Fable II y Fable III se lanzó el 7 de febrero de 2014.
El 7 de marzo de 2014, se lanzaron juegos de cartas con el tema de Fable como parte de la Microsoft Solitaire Collection para PC.
El 20 de agosto de 2013, Lionhead Studios lanzó un avance de Fable Legends, un título de Xbox One ambientado durante la "Era de los héroes", mucho antes de los eventos del primer juego. El tráiler enfatiza que en el juego el jugador jugaría junto a otros cuatro jugadores y puede elegir ser el héroe de la historia o el villano. El 7 de marzo de 2016, Microsoft anunció que Fable Legends había sido cancelado y que Lionhead Studios cerraría.
En mayo de 2016, los exdesarrolladores de Lionhead lanzaron una campaña de Kickstarter para financiar colectivamente Fable Fortune, un juego de cartas coleccionables gratuito. El juego estaba en desarrollo en Lionhead antes del cierre del estudio. El juego fue lanzado para Xbox One en febrero de 2018.
En enero de 2018, surgieron rumores de que Playground Games estaba desarrollando un Fable IV, y se informó que Playground Games estaba contratando 177 puestos para un juego de rol de mundo abierto. El 23 de julio de 2020, durante el Xbox Games Showcase, los rumores finalmente se confirmaron cuando se anunció que se estaba desarrollando una nueva Fable, con el lanzamiento del juego en Xbox Series X en una fecha no revelada.